# إيثينزاميد
إيثينزاميد (الاسم العلمي: Ethenzamide) هو مسكن ألم ومضاد التهاب، يستخدم لتخفيف الصداع والحمى والآلام الثانوية الأخرى. وهو مادة من المواد المستعملة في علاج البرد والعديد من الوصفات المسكنة.